# Šalica
La Šalica (in russo Шалица?) è un fiume della Russia, affluente di destra della Vodla. Scorre nel Pudožskij rajon della Carelia. 
Il fiume nasce dal lago Šalozero ad un'altitudine di 133 m sul livello del mare, scorre poi attraverso il lago Koppolozero, il Tjagozero e il Kupeckoe; attraversa il villaggio di Onežskij e il lago Šal'skoe. Sfocia nel fiume Vodla a 5 km dalla foce, a est del villaggio di Šal'skij. Ha una lunghezza di 104 km e il suo bacino è di 992 km².